# Universidade de Ciências Médicas Karol Marcinkowski em Poznan
A Universidade de Ciências Médicas Karol Marcinkowski em Poznan é uma universidade médica localizada na cidade de Poznan, na Polónia. O nome da universidade é em honra de um dos mais conhecidos médicos polacos da toda história da Polónia. A história da universidade tem início no ano de 1919, mas só começou a funcionar como uma institução separada em 1950.

## Faculdades
Atualmente, a universidade tem 4 faculdades diferentes:
- Faculdade de Medicina
- Faculdade de Medicina em Inglês
- Faculdade de Farmácia
- Faculdade de Ciências da Saúde.

## Investigações
A Universidade de Ciências Médicas Karol Marcinkowski em Pozan é conhecida pela variedade de investigações em: 
- Imunologia
- Endocrinologia
- Oncologia
- Medicina nuclear
- Anestesia
- Cirurgia
- Nefrologia
- Ginecologia e obstetrícia (especialmente Perinatologia)
- Ecologia
- Doenças parasitárias e tropicais
- SIDA
- Hepatite viral
- Hematologia
- Oncologia infantil
- Citofisiologia e Citopatologia
- Desenvolvimento do sistema nervoso central
- Imunologia de doenças de pele
- Farmácia clínica
- Genética
- Audiologia
- Optometria
- Intervenção fonoaudiológica

## Ligações Externas
- Website da Universidade de Ciências Médicas Karol Marcinkowski em Poznan
- Perfil na platforma Study in Poland
- Perfil na platforma Healthcare Studies
- Perfil na platforma Master Studies (em espanhol)
- Perfil na platforma Master studies (em francês)